# Гуандунский университет иностранных языков и внешней торговли
Гуандунский университет иностранных языков и внешней торговли (кит. трад. 廣東外語外貿大學, упр. 广东外语外贸大学, пиньинь Guǎngdōng Wàiyǔ Wàimào Dàxué) — университет в Гуанчжоу, провинции Гуандун. 

## История
Основан в 1965 году как Гуандунский институт иностранных языков под прямым руководством Министерства образования КНР. В 1980 году Министерство коммерции КНР создало Гуандунский институт внешней торговли. В июне 1995 года произошло объединение этих двух институтов в Гуандунский университет иностранных языков и внешней торговли. В 2008 году к университету присоединился Гуандунский колледж финансов и экономики.

## География
Университет расположен в Гуанчжоу, столицы провинции Гуандун в Южном Китае. Имеет три кампуса: северный у подножия гор Байюньшань в районе Байюньшань, южный в Гуандунском мега центре высшего образования в районе Паньюй и кампус Даланг в городском округе Дунгуань. 

## Структура
Университет состоит из 24 факультетов, которые предлагают 56 программ бакалавриата в 8 дисциплинах: литература, экономика, менеджмент, юриспруденция, машиностроение, естественные науки, образование и искусствознание. Есть программы магистратуры, аспирантуры и докторантуры. 
В университете есть русский факультет, поэтому найти языкового партнера из числа китайских студентов, изучающих русский, не составит труда.